# Heinrich von Ebrantshausen
Der Legende nach war der Selige Heinrich von Ebrantshausen (* um 1120 in Regensburg; † um 1185 bei Ebrantshausen) einer der Grafen von Riedenburg, der nach langjähriger Pilgerschaft in stiller Zurückgezogenheit bei Ebrantshausen von den milden Gaben der Leute sein Leben fristete. Nach seinem Tod sollte sein Leichnam von einem Ochsengespann in die Ahnengruft überführt werden. Doch das Gespann blieb stocksteif vor der Kirche stehen und tat keinen Schritt mehr. An dieser Stelle wurde dann der Leichnam zu Grabe gelegt. Kurz darauf entstand über seinem Grab eine hölzerne Kapelle. Heute steht an dieser Stelle die Heinrichskirch.
Jährlich am Sonntag vor Pfingsten feiert Ebrantshausen sein Heinrichsfest. Zu diesem Anlass kommen Wallfahrer zum Seligen, der außer in der Heinrichskapelle sonst nirgendwo eine Andachtsstätte hat.
Einige Wallfahrtsbräuche durchstanden die Jahrhunderte: Zum Heinrichsfest gibt es, nach wie vor, die geweihten Heinrichszeltln (Gebildbrote) aus Roggenmehl, zehnerlgroßes, kreuzbestempeltes Heiligenbrot, das die Bauern dem Vieh unters Futter streuen und mitunter selbst verspeisen, und die Heinrichsbildln, die die Gläubigen ebenfalls zum Schutz der Tiere, an die Stalltür heften.